# Archidiocèse de Salta
L'archidiocèse de Salta (en latin : archidioecesis Saltensis ; en espagnol : arquidiócesis de Salta) est un archidiocèse métropolitain de l'Église catholique en Argentine.

## Territoire

Archidiocèse de Salta
Suffragants

Il comprend quinze départements de la province de Salta : Anta, Cachi, Capital, Cerrillos, Chicoana, General Güemes, Guachipas, La Caldera, La Candelaria, La Poma, La Viña, Los Andes, Metán, Rosario de la Frontera et Rosario de Lerma. Il possède aussi une partie du département de Susques de la province de Jujuy, l'autre portion de ce département étant gérée par la prélature territoriale de Humahuaca. Son territoire est d'une superficie de 92 860 km2 divisé en 69 paroisses.
Le siège archiépiscopal est à Salta avec la cathédrale Notre-Seigneur-et-Vierge-des-Miracles qui abrite les statues du Seigneur des Miracles et de la Vierge des Miracles (es), une statue du Christ crucifié et une autre de l'Immaculée Conception, considérées comme miraculeuses par les fidèles. Dans la même ville se trouve la basilique et couvent Saint François (es) ainsi que l'église de la Compagnie de Jésus qui garde les reliques du bienheureux Jean Solinas, jésuite martyr.

## Historique
Le diocèse de Salta est érigé le 28 mars 1806 par la bulle Regalium Principum du pape Pie VII en prenant une partie du territoire de l'archidiocèse de La Plata o Charcas (aujourd'hui archidiocèse de Sucre en Bolivie) et une partie du diocèse de Tucumán (aujourd'hui archidiocèse de Córdoba en Argentine),(L'Argentine et la Bolivie font partie, à cette époque, de la vice-royauté du Río de la Plata).
Le premier évêque de Salta est Nicolás Videla del Pino, qui était auparavant évêque d'Asuncion. Il prend possession du siège de Salta le 25 mars 1807. Mais Videla ne cache pas son désaccord avec la révolution de Mai qui a eu lieu du 18 au 25 mai 1810 à Buenos Aires, capitale de la Vice-royauté du Río de la Plata. Le 16 avril 1812, le général Manuel Belgrano lui ordonne de quitter la ville de Salta sous 24 heures. Pendant près de cinquante ans, Salta n'a plus d'évêque, le diocèse est gouverné par un vicaire apostolique ou des vicaires capitulaires,.
Nommé suffragant de l'archidiocèse de La Plata o Charcas lors de sa création, il intègre la province ecclésiastique de l'archidiocèse de Buenos Aires le 5 mars 1865 en vertu de la bulle Immutabili du pape Pie IX,.
Il cède une portion de son territoire le 15 février 1897 pour l'érection du diocèse de Tucumán (aujourd'hui archidiocèse de Tucumán). Le 22 mai 1920, il acquiert le département de Los Andes donné par le diocèse de Catamarca; le 2 juillet 1944, Salta cède à Catamarca le département d'Antofagasta de la Sierra.
Le 20 avril 1934, il est élevé au rang d'archidiocèse métropolitain par la constitution apostolique Nobilis Argentinae du pape Pie XI ; le même jour il cède une partie de son territoire pour la création du diocèse de Jujuy qui devient suffragant de Salta tout comme le diocèse de Catamarca.
Il cède du territoire le 10 avril 1961 pour la création du diocèse d'Oránet le 8 septembre 1969 pour l'établissement de la prélature territoriale de Cafayate qui deviennent tous deux suffragants de Salta.
Son territoire s'agrandit le 21 janvier 1972 en intégrant une partie du département de Susques de la prélature territoriale de Humahuaca.

## Évêques et archevêques
évêques
- Nicolás Videla del Pino (23 mars 1807 - 17 mars 1819)
  - Sede vacante (1819-1860)
  - José Eusebio Colombres (23 décembre 1858 - 11 février 1859) (évêque élu)
- Buenaventura Rizo Patrón, O.F.M (13 juillet 1860 - 13 novembre 1884) 
  - Sede vacante (1884-1893)
- Pablo Padilla y Bárcena (19 janvier 1893 - 8 février 1898), nommé évêque de Tucumán
- Matías Linares y Sanzetenea (8 février 1898 - 2 avril 1914)
- José Calixto Gregorio Romero y Juárez (29 octobre 1914 - 17 août 1919)
  - Sede vacante (1919-1923)
- Julio Campero y Aráoz (11 juin 1923 - 22 juin 1934)

 archevêques
- Roberto José Tavella, S.D.B (20 septembre 1934 - 21 mai 1963)
- Carlos Mariano Pérez Eslava, S.D.B (26 décembre 1963 - 7 janvier 1984)
- Moisés Julio Blanchoud (7 janvier 1984 - 6 août 1999)
- Mario Antonio Cargnello, depuis le 6 août 1999